# Jean Metzinger
Jean Dominique Antony Metzinger (Nantes, 24 de junho de 1883 - Paris, 3 de novembro de 1956) foi um pintor francês. Iniciou seus estudos em pintura aos 15 anos. Nessa época, aproximou-se dos trabalhos de Ingres. Aos 17 anos mudou-se para Paris, onde frequentou diversas academias, abandonando todas, insatisfeito. Foi influenciado pelas vanguardas históricas, assim como pelo Pontilhismo de Seurat e pelo Fauvismo. Por volta de 1910, ao conhecer Picasso e Braque, tornou-se um pintor cubista.
Uma das obras que marcou o início de sua participação no movimento é Nu Cubista, exposto no Salão de Outono de 1910. Além de pintor, Metzinger foi um teórico do movimento, tendo publicado vários artigos. O mais importante, Do Cubismo, foi escrito com Gleizes.
A partir de 1918, inclinou-se para uma espécie de classicismo, retornando às origens de sua formação. Morreu aos 73 anos.